# Al MacBain
Pour les articles homonymes, voir MacBain.
Arthur Allister (Al) MacBain (4 septembre 1925-3 avril 2003) est un homme politique canadien de l'Ontario. Il est député fédéral libéral de la circonscription ontarienne de Niagara Falls de 1980 à 1984.

## Biographie
Né en New Glasgow en Nouvelle-Écosse, MacBain devient avocat après des études à l'université Dalhousie d'Halifax.
Élu en 1980, MacBain quitte la politique après sa défaite en 1984.